# John Stewart-Murray, 8. Duke of Atholl

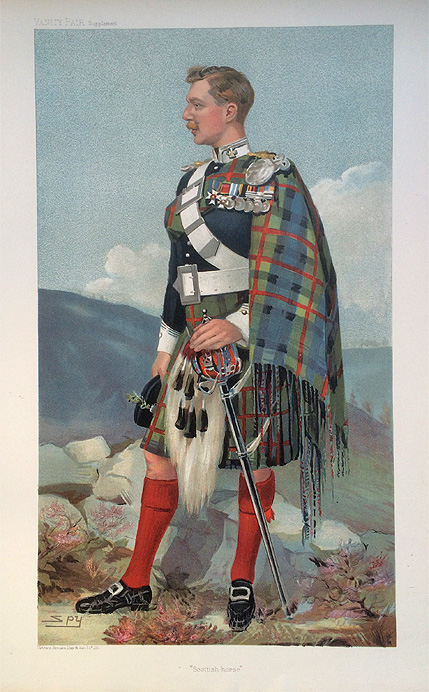
John Stewart-Murray in Vanity Fair, 1905

John George Stewart-Murray, 8. Duke of Atholl (* 15. Dezember 1871 auf Blair Castle; † 16. März 1942) war ein britischer Peer, Militär und Politiker.

## Herkunft
Er war der zweitgeborene und älteste überlebende Sohn von John Stewart-Murray, 7. Duke of Atholl (1840–1917) und dessen Gattin Louisa Moncreiffe (1844–1902). Als Heir apparent seines Vaters führte er bis 1917 den Höflichkeitstitel Marquess of Tullibardine. Er gehörte dem schottischen Clan Murray an und folgte 1917 als dessen Chief.

## Militärische Laufbahn
Nachdem er das Eton College besucht hatte, schlug er eine Offizierslaufbahn ein. Er diente bei den Royal Horse Guards und wurde 1892 zum Second Lieutenant und 1893 zum Lieutenant befördert. Mit seinem Regiment nahm der 1898 am Feldzug im Sudan gegen den Mahdiaufstand teil und kämpfte bei der Schlacht bei Khartum und der Schlacht am Atbara mit Bravour, so dass ihm am 15. November 1898 der Distinguished Service Order verliehen wurde. Ein Jahr später wurde er zum Captain befördert.
Ab November 1900 nahm er dann am Zweiten Burenkrieg als Brevet-Major der Horse Guards teil. In Südafrika stellte er ein Regiment namens The Scottish Horse auf. Am Ende des Krieges war daraus eine Brigade geworden und er selbst zu deren Colonel-Commandant. 1902 wurde er als Member in den Royal Victorian Order aufgenommen.
Im Ersten Weltkrieg führte er in den blutigen Kämpfen an den Dardanellen eine Brigade und wurde 1918 zum Brigadier-General ernannt.
1918 wurde er zum Knight Companion des Distelordens und 1923 zum Knight Grand Cross des Royal Victorian Order geschlagen, zudem wurde er als Companion in den Order of the Bath aufgenommen.

## Politische Karriere
Während der Friedenszeit bewarb er sich um einen Parlamentssitz im britischen House of Commons und wurde im Januar 1910 für die Unionisten im Wahlkreis West-Perthshire gewählt. Im Januar 1917 verlor er sein Mandat, weil er durch den Tod seines Vaters dessen Adelstitel als 8. Duke of Atholl nebst nachgeordneten Titeln und den damit verbundenen Sitz im House of Lords erbte und dafür aus dem House of Commons ausschied.
Von 1918 bis 1920 war er Lord High Commissioner to the General Assembly of the Church of Scotland. Von 1920 bis 1931 hatte er das Amt eines Aide-de-camp für König Georg V. und von 1921 bis 1922 das Hofamt des Lord Chamberlain of the Household inne und 1921 wurde er in den britischen Kronrat (Privy Council) aufgenommen.

## Ehe und Nachkommen
Er heiratete am 20. Juli 1899 in der St Margaret’s Church in London Katharine Marjorie Ramsay (1874–1960), Tochter des Sir James Ramsay, 10. Baronet (1832–1925). Seine Gattin wurde 1918 als Dame Commander des  Order of the British Empire geadelt, war von 1924 bis 1929 parlamentarische Staatssekretärin des Bildungsministeriums und war schließlich von 1923 bis 1938 Abgeordnete der Labour Party im House of Commons für den Wahlkreis Kinross and West Perthshire.
Da die Ehe kinderlos blieb, erbte, als er am 16. März 1942 starb, sein Bruder Lord James Stewart-Murray alle seine Titel.